# Ravnica (Nova Gorica)
Ravnica (in italiano in passato Rauniza, o Raunizza di Gargaro) è un paese della Slovenia, frazione del comune di Nova Gorica. È sede di una delle 19 comunità locali in cui il comune è suddiviso.
La località , che si trova a 423 metri s.l.m. ed a 4.3 kilometri dal confine italiano, è situata nella parte ovest della Selva di Tarnova (Trnovski godz) e a nord del San Daniele.

L'insediamento (naselja) è formato inoltre da altri agglomerati: Sedovec, Most e Pri Peči.

## Storia
Durante il dominio asburgico Rauniza (Ravnica) fu comune catastale autonomo, comprendendo anche il vicino insediamento di Podgosdam/Gozdam (Podgozd). In seguito Rauniza venne aggregata al comune di Gargaro (Grgar). Dal punto di vista amministrativo la località faceva inoltre parte della Contea di Gorizia e Gradisca e, dal 1849, del Litorale austriaco.
Nel 1920, in seguito alla prima guerra mondiale e al Trattato di Rapallo, Rauniza venne annessa assieme al resto della regione al Regno d'Italia, continuando a far parte del comune di Gargaro. Nel 1923 la località venne rinominata Raunizza di Gargaro (verrà poi nuovamente rinominata Raunizza). A livello provinciale venne inquadrata dapprima nel Circondario di Gorizia della Provincia del Friuli e poi dal 1927 nella neocostituita Provincia di Gorizia.
Nel 1947, in seguito alla seconda guerra mondiale e al Trattato di Parigi, Ravnica passò alla Jugoslavia. Dal 1991 fa parte della Repubblica di Slovenia.

## Alture principali
Monte San Daniele, mt 553; Sella Vratca, mt 404.